# El Diablo
Az El Diablo (magyarul: Az Ördög) Elena Tsagrinou görög énekesnő dala, mellyel Ciprust képviseli a 2021-es Eurovíziós Dalfesztiválon Rotterdamban. A dalt belső kiválasztás során nyerte el a dalversenyen való indulás jogát.

## Eurovíziós Dalfesztivál
2020. november 25-én vált hivatalossá, hogy az ciprusi  műsorsugárzó  Elena Tsagrinout választotta ki az ország képviseletére a következő Eurovíziós Dalfesztiválon. A versenydalt 2021. február 24-én  mutatták be a Happy Hour elnevezésű műsorban. A dal csak napokkal később, február 28-án jelent meg a zene-streamelő szolgáltatásokon, ezen a napon került fel a YouTube-ra is.
Az Eurovíziós Dalfesztiválon a dalt először a május 18-án rendezett első elődöntőben adják elő, a fellépési sorrendben nyolcadikként, az ír Lesley Roy Maps című dala után és a norvég TIX Fallen Angel című dala előtt. Az elődöntőből a hatodik helyezettként sikeresen továbbjutottak a május 22-i döntőbe, ahol fellépési sorrendben elsőként léptek fel, az Albániát képviselő Anxhela Peristeri Karma című dala előtt. A szavazás során a zsűri szavazáson összesítésben tizenhatodik helyen végeztek 50 ponttal (Görögországtól maximális pontot kaptak), míg a nézői szavazáson tizenötödik helyen végeztek 44 ponttal (Görögországtól, és Oroszországtól maximális pontot kaptak), így összesítésben 94 ponttal a verseny tizenhatodik helyezettjei lettek.

## Botrány a dal körül

### Zara Larsson
Miután megjelent a dal, sokan Zara Larsson svéd énekesnő "Love Me Land" című dalának videóklipjbhez hasonlították az "El Diablo" videóklipjét. Zara még aznap tudomást szerzett erről, Twitter oldalán megosztotta a dalfesztivál által közzétett posztot. Hadd hívjam a kislányt Mia Khalifának, nagyon gyorsan! – kommentálta Zara.
2020 júliusában Zara online ócsárlásba keveredett Mia Khalifával. Mia azzal vádolta a svéd sztárt, hogy vacak és nem eredeti amit csinál, hiszen szerinte "Love Me Land" című dalának videóklipje túlságosan hasonlít Alice Chater brit énekesnő "Hourglass" című dalának videóklipjéhez. Ezután Zara megköszönte az ingyen promóciót, mire Mia visszavonta a megjegyzését és bocsánatot kért.
Az internet gyorsan nekilátott Zara tweetje mögött rejlő jelentés felfedezésének. Később a nap folyamán az énekesnő azt írta ki, hogy Nem vagyok és személy szerint soha nem lennék ideges ilyen dolgok miatt. Nagyon hízelgő, és baromira nagy megszállottja vagyok a dalfesztiválnak. Őszintén izgatott vagyok, hogy lássam. Ezt a tweetet azonban hamarosan törölték, eltávolítása előtt az egyik Twitter-felhasználó azt válaszolta: Zara nagyon kedves tőled, de ez teljesen felháborító!. Válaszként Zara ezt írta: Úgy értem... Nem zavar lol. A egy másik fiók megjegyezte, hogy csak viccel. Amire a popsztár azt írta, nyilvánvaló. Ezután az énekesnő tweetelte: EZ MIND SZERETET és Ne legyetek aljasok légyszi.

### Mia Khalifa
Mia retweetelte Zarát, és két saját tweetet is közzétett. Az elsőnél azt írta: Imádom, ahogy Alice Chater YouTube csatornája egy Pinterest fórumon ilyen sok ember számára. A második tweet idézte Zara első tweetje volt, amihez hozzátette: Én a pálya szélén állok, miközben te és Alice kiválasztjátok a bírósági ruháitokat ehhez a rabláshoz”. Mia emellett készített egy kollázst, amelyben az "El Diablo" és Alice Chater munkáját hasonlította össze Instagram-történetében.

### Alice Carter
Az utolsó szó Alice Chateré volt. Alice megosztotta Mia tweetjét Instagram-történetében, amihez azt írta: Nem kapok levegőt hahahahahahaha (amúgy imádom Zarát és imádom Miát, de soha sem fogom szeretni az Eurovíziót, sajnálom srácok hahaha).

### Petíció és fenyegetések
A ciprusi CyBC közszolgálati műsorszolgáltatónak védenie kellett az Eurovíziós Dalfesztiválra való nevezését, miután egy vallási csoport felszólította őket, hogy vonják vissza a dalt a versenyből. A ciprusi keresztények nevű csoport petíciót indított a versenydal visszavonásával kapcsolatban, és telefonos panaszokkal árasztotta el a ciprusi műsorszolgáltatót. A CyBC épületének felégetésével fenyegető néhány lakossági képviselő nyomán a rendőrség vizsgálja a hívásokat, emellett őrjáratokat folytat az épület körül. A műsorszolgáltató közleményt adott ki, amely megvédi Elena dalát, és elmagyarázta a dal üzenetét:
A dal a gonosz és a jó örök küzdelméről szól. A Stockholm-szindrómákkal fennálló problémás kapcsolat révén és az általa tapasztalt paranoia ellenére végül mindig az igazság ragyog, ahol a nő segítséget kér a kijutáshoz és a kötelékek megingatásához a szabadság felé vezető úton. Különösen manapság reméljük, hogy a dal és helyes értelmezése nemcsak nőknek, hanem bárkinek, aki hasonló helyzeteket tapasztal, inspirációt jelent.
Később letartóztattak egy férfi, miután betört a közmédia épületébe, és ordibálni és fenyegetőzni kezdett, amiért az ország szerinte idén egy istenkáromló dallal indul az Eurovíziós Dalfesztiválon. A férfi a ciprusi közmédia hírszerkesztősége előtt kezdte el szapulni az ott dolgozókat, amiért szerinte a keresztényekre nézve sértő az énekesnő dala. A dal egyesek szerint sérti a keresztényeket, mások szerint egyenesen sátánista, mert például szerepel benne egy olyan sor, hogy
Odaadtam a szívem az ördögnek, mert azt mondta, én vagyok az angyala.
Március 3-án a Ciprusi ortodox egyház szent zsinata felszólította a kormányt, hogy a CyBC vonja vissza az ország eurovíziós nevezését. Az egyház közleménye szerint: Lényegében az emberek fatalista alávetését dicséri az ördög fennhatóságának, a dal sérti Ciprus erkölcsi alapjait azáltal, hogy az ördögnek megadjuk magunkat és imádatára buzdít. Bármelyik szemszögből nézzük, és bármilyen magyarázatot adnak a dalszövegre, azok nem a legideálisabb üzeneteket sugalmazzák, amelyeket egy félig elfoglalt, a szabadságért és a teljes leigázás megakadályozásáért küzdő országból kell küldeni. Az egyház azt követelte, hogy a kormány cserélje másik dalra, amely kifejezi történelmünket, hagyományainkat és azt, hogy mit képviselnek. A ciprusi elnök sajtóreferense ugyanakkor a művészet szabadságára utalt szerda reggel. Ez egy zenei verseny, ne adjunk neki felesleges méreteket - mondta Viktoras Papadopoulos a ciprusi Alphanews televíziónak.